# David Garcia Cantero
David Garcia Cantero (el Palà de Torroella, 1988) és un cuiner català, conegut principalment per haver-se proclamat vencedor de la segona edició del programa televisiu Top Chef.

## Biografia
Nascut al Palà de Torroella l'any 1988, David Garcia prové d'una família de gran tradició gastronòmica. Els seus pares sempre havien treballat al seu restaurant familiar, el Restaurant Tomàs del Grup TO[+]. D'aquesta manera, Garcia va donar els seus primers passos a la cuina amb la seva àvia. Posteriorment entraria a l'Escola d'Hosteleria de Manresa on, de la mà del pastisser Jordi Pujol, es decantaria per provar sort amb la branca pastissera de la professió.
Durant la seva etapa com a estudiant, David Garcia va compaginar els estudis amb el treball, col·laborant alguns caps de setmana amb el restaurant de l'acadèmia i, de mica en mica, introduint canvis a la carta del negoci familiar. A més, el cuiner català començà a participar en diversos concursos, com ara el Worldskills disputat al Japó l'any 2007, dels quals n'ha resultat guanyador en algun d'ells.
David Garcia aconseguí participar en la segona edició del prorgama d'Antena 3 Top Chef. Després d'anar superant setmanes, el cuiner del Palà aconseguí classificar-se per la final, on s'enfrontà amb el també català Marc Joli. Amb l'ajuda de dos exconcursants del programa, Inés i Víctor, David va derrotar el seu contrincant i es proclamà vencedor d'aquesta segona edició del programa.